# Zábrodí
Zábrodí är en ort i Tjeckien. Den ligger i den nordöstra delen av landet, 130 km öster om huvudstaden Prag. Zábrodí ligger 427 meter över havet och antalet invånare är 395.
Terrängen runt Zábrodí är platt åt nordväst, men åt sydost är den kuperad. Runt Zábrodí är det ganska tätbefolkat, med 230 invånare per kvadratkilometer. Närmaste större samhälle är Trutnov, 18,1 km nordväst om Zábrodí. Trakten runt Zábrodí består till största delen av jordbruksmark.